# إدوارد مولر (نحات)
إدوارد مولر (بالألمانية: Eduard Müller)‏ هو نحات ألماني، ولد في 9 أغسطس 1828 في هيلدبورغهاوزن في ألمانيا، وتوفي في 29 ديسمبر 1895 في روما في إيطاليا.